# Raúl Becker
Raúl Becker – panamski bokser, brązowy medalista Igrzysk Ameryki Środkowej i Karaibów z roku 1938. W półfinałowej walce przegrał z Kubańczykiem Mario Baezą, ale w walce o trzecie miejsce odniósł zwycięstwo, zdobywając brązowy medal w kategorii piórkowej.